# Las Colladas (Huesca)
Las Colladas es una localidad española perteneciente al municipio de Foradada del Toscar, en la Ribagorza, provincia de Huesca, Aragón. Su lengua propia es el aragonés mediorribagorzano.

## Patrimonio
- Iglesia parroquial, del siglo XVII.[1][2]